# Reichssicherheitsdienst

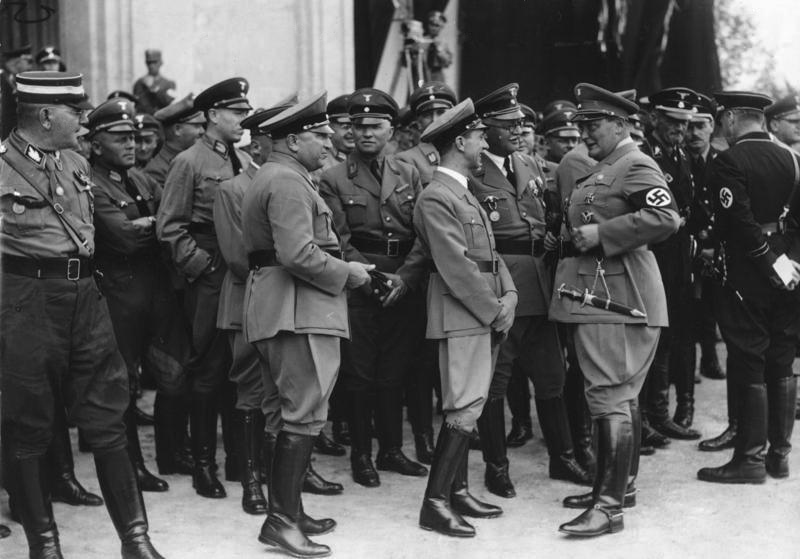
El RSD se encuentra entre los dignatarios a la llegada de Joseph Goebbels y Hermann Göring en Nürenberg, 1936.

El Servicio de Seguridad del Reich (en alemán: Reichssicherheitsdienst, RSD) era una fuerza de seguridad de las SS de la Alemania nazi. Originalmente los guardaespaldas de Adolf Hitler, más tarde proporcionó hombres para la protección de otros líderes de alto rango del régimen nazi. El grupo, aunque similar en su nombre, estaba completamente separado del Sicherheitsdienst (SD), que era el servicio de inteligencia formal de las SS, el Partido Nazi y más tarde la Alemania Nazi.
Su papel también incluía la seguridad personal, la investigación de los complots de asesinato, la vigilancia de los lugares antes de la llegada de los dignatarios nazis y los edificios de investigación y los invitados. El RSD tenía el poder de solicitar asistencia de cualquier otra organización de las SS y tomar el mando de todos los Ordnungspolizei (Policía del Orden) en su función de proteger a los funcionarios nazis.

## Formación
El RSD se fundó el 15 de marzo de 1933 como Führerschutzkommando («Mando de Protección del Führer»; FSK) bajo el mando del entonces SS-Standartenführer Johann Rattenhuber. Su suplente fue Peter Högl. Originalmente encargado de proteger al Führer solo mientras estaba dentro de las fronteras de Baviera, sus miembros estaban formados por detectives de la policía bávara. Como el pequeño grupo estaba formado por agentes de la policía bávara, solo podían operar dentro del área de su autoridad. La protección de Hitler fuera de Baviera ya estaba confiada a un equipo de guardaespaldas de ocho miembros conocido como el SS-Begleitkommando des Führers, que fue fundado el 29 de febrero de 1932.
Hitler quería un grupo de protección cercana de cosecha propia mientras estaba en Múnich porque este era el lugar de nacimiento tradicional del Partido Nazi y donde, por lo tanto, cualquier complot habría agregado importancia. En la primavera de 1934, el Führerschutzkommando reemplazó al SS-Begleitkommando para la protección general de Hitler en toda Alemania. En 1935, el Führerschutzkommando estaba formado por 17 oficiales de policía bajo el mando de Rattenhuber. El 1 de agosto de 1935, el FSK recibió el nuevo nombre de Reichssicherheitsdienst (Servicio de Seguridad del Reich; RSD). Himmler finalmente obtuvo el control total del RSD en octubre de 1935. Aunque Himmler fue oficialmente nombrado líder, Rattenhuber permaneció al mando y recibió sus órdenes en su mayor parte de Hitler o de un ayudante principal como Julius Schaub. Himmler recibió el control administrativo sobre el RSD y las SS ganaron influencia sobre sus miembros. En cuanto al SS-Begleitkommando, se expandió y se conoció como Führerbegleitkommando (Mando de Escolta del Führer; FBK). El FBK continuó bajo comando separado hasta abril de 1945 y siguió siendo responsable de la protección personal cercana de Hitler.

## Papel en la preguerra

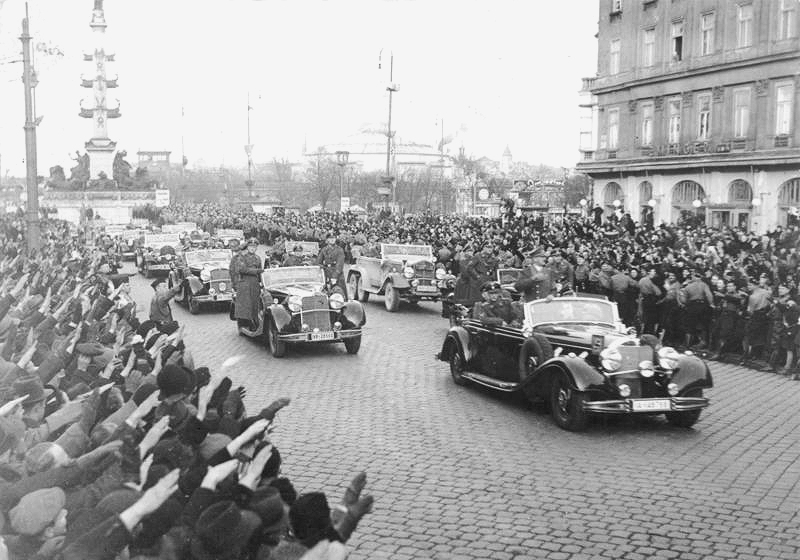
La caravana de Hitler con el FBK y el RSD escoltando a la izquierda y la derecha detrás de su automóvil, mientras se dirigen hacia el centro de la ciudad de Viena en 1938.

El RSD y el FBK trabajaron juntos por la seguridad y protección personal durante los viajes y eventos públicos de Hitler, pero operaron en dos grupos y utilizaron vehículos separados. Para esas ocasiones, Rattenhuber estaría al mando y el jefe del FBK, en ese momento, actuaría como su suplente. Antes de un viaje, el RSD tenía la responsabilidad de verificar la ruta, los edificios a lo largo de la ruta y los lugares que Hitler debía visitar. La oficina local de la Gestapo proporcionaría informes de inteligencia, junto con información sobre cualquier rumor de asesinato, al RSD. Para las caravanas, seguido del Mercedes-Benz de Hitler habría dos coches a la izquierda y a la derecha, uno con hombres del FBK y el otro con un destacamento de hombres del RSD.
En 1936, una resolución del Oberkommando der Wehrmacht otorgó a los miembros del RSD el estatus de oficiales de la Wehrmacht, pero con autoridad que incluía poderes y privilegios jurisdiccionales adicionales. Fue llamado formalmente el Reichssicherheitsdienst Gruppe Geheime Feldpolizei z. b. V (Grupo Secreto del Servicio de Seguridad del Reich para tareas Especiales/zur besondere Verwendung). Fueron considerados oficiales de la policía militar que técnicamente formaban parte del personal del Reichsführer-SS Himmler y su personal vestía el uniforme de las SS con el diamante del Sicherheitsdienst (SD) en la parte inferior de la manga izquierda. Los que eran elegibles para reclamar la membresía de las SS podían unirse al RSD y todos los oficiales tenían que presentar pruebas de que eran de sangre alemana. En 1937, todos los oficiales del RSD se hicieron miembros de las SS rompiendo el enlace con el ejército regular. Para ese año, el RSD tenía 100 hombres en sus filas.

## Operaciones durante la guerra
Al estallar la Segunda Guerra Mundial, el RSD tenía 200 hombres en sus filas. Protegió a Hitler, junto con otros miembros del gobierno y del círculo interno mientras viajaban por la Europa ocupada. Para 1944, había diecisiete unidades del RSD que protegían al liderazgo superior.
Como jefe del RSD, Rattenhuber fue responsable de asegurar la sede de Hitler en el campo. En particular, un batallón custodió la Guarida del Lobo cerca de la ciudad de Rastenburg, ahora Kętrzyn en Polonia. El representante de Rattenhuber, Peter Högl, fue nombrado Jefe del Departamento 1 del RSD (responsable de la protección personal de Hitler en el día a día durante la guerra). La Guarida del Lobo tenía tres zonas de seguridad: Sperrkreis 1 (Zona de seguridad 1) estaba ubicada en el corazón de la Guarida del Lobo, rodeada por cercas de acero y custodiada por hombres del RSD y del FBK, contenía el búnker de Hitler y otros diez búnkeres camuflados construidos con hormigón reforzado con acero de 2 metros de espesor. Hitler llegó por primera vez al búnker el 23 de junio de 1941 y partió por última vez el 20 de noviembre de 1944. En general, pasó más de 800 días allí durante ese período de tres años y medio.
A principios de 1945, la situación militar de Alemania estaba al borde del colapso total. En enero de 1945, Rattenhuber acompañó a Hitler y su séquito al complejo del búnker bajo el jardín de la Cancillería del Reich en el sector del gobierno central de Berlín. Para el liderazgo nazi estaba claro que la batalla por Berlín, que comenzó a finales de abril, sería la batalla final de la guerra. El 27 de abril de 1945, enviaron a Högl a buscar al hombre de enlace de Himmler, el SS-Gruppenführer Hermann Fegelein, que había abandonado su puesto en el Führerbunker. Fegelein fue capturado por el equipo del RSD de Högl en su apartamento de Berlín, vestido con ropa de civil y preparándose para huir a Suecia o Suiza. Llevaba dinero en efectivo (alemán y extranjero) y joyas, algunas de las cuales pertenecían a Eva Braun. Högl también descubrió un maletín que contenía documentos con evidencia del intento de negociaciones de paz de Himmler con los aliados occidentales. Fegelein fue devuelto al Führerbunker y luego recibió un disparo el 28 de abril. Después de que Hitler se suicidara el 30 de abril, Rattenhuber y los restantes agentes del RSD fueron tomados prisioneros por el Ejército Rojo Soviético el 1 de mayo de 1945 durante el intento de ruptura para evitar la captura desde el centro de Berlín. Después de la guerra, Rattenhuber estuvo 10 años en prisión antes de ser liberado por los soviéticos el 10 de octubre de 1955.